# Фынцзе
Фынцзе или Фэнцзе́ (кит. упр. 奉节, пиньинь Fèngjié) — уезд города центрального подчинения Чунцин (КНР).

## География
Уезд расположен вдоль реки Янцзы, в центральной части района водохранилища Санься.

### Климат
Уезд относится к региону с субтропическим влажным муссонным климатом, с продолжительными морозами и большим количеством осадков и солнечных дней. Высота над уровнем моря на территории уезда сильно варьируется. С ней меняется и температуры. Среднегодовая температура на высоте 600 метров н.у.м. составляет 16,4℃, в местах высотой от 600 до 1000 м среднегодовая температура уже устанавливается между 16,4 ℃ и 13,7 ℃, от 1000 до 1400 м — от 13,7 ℃ до 10,8 ℃, а в местах, выше 1400 м, среднегодовая температура уже не превышает 10,8 ℃. Максимальная температура 39,8 ℃, самая низкая −9,2 ℃. Безморозный период составляет 287 дней в году, среднегодовое количество осадков — 1132 мм, число солнечных часов в год — 1639.
| Показатель                    | Янв. | Фев. | Март | Апр. | Май   | Июнь  | Июль  | Авг.  | Сен.  | Окт.  | Нояб. | Дек. | Год    |
| ----------------------------- | ---- | ---- | ---- | ---- | ----- | ----- | ----- | ----- | ----- | ----- | ----- | ---- | ------ |
| Средний суточный максимум, °C | 8,1  | 10,2 | 14,8 | 21,1 | 25,1  | 27,9  | 31,1  | 32,0  | 26,4  | 20,7  | 15,4  | 9,9  | 20,2   |
| Средний суточный минимум, °C  | 2,9  | 4,4  | 7,8  | 13,0 | 17,0  | 20,3  | 23,0  | 23,1  | 19,0  | 14,0  | 9,2   | 4,7  | 13,2   |
| Норма осадков, мм             | 15,5 | 22,0 | 49,3 | 95,8 | 151,4 | 176,5 | 192,5 | 123,1 | 149,0 | 111,4 | 46,5  | 18,1 | 1151,1 |
| Источник: Weather China       |      |      |      |      |       |       |       |       |       |       |       |      |        |

## История
Когда в 314 году до н. э. царство Ба было завоёвано царством Цинь, в этих местах циньские власти создали уезд Юйфу (鱼复县). В 222 году завоевавший эти места Лю Бэй переименовал уезд Юйфу в уезд Юнъань (永安县). При империи Западная Цзинь в 280 году уезд был вновь переименован в Юйфу. При империи Западная Вэй в 554 году уезд Юйфу был переименован в Жэньфу (人复县). При империи Тан в 649 году уезд Жэньфу был переименован в Фэнцзе.
В 1950 году уезд Фэнцзе вошёл в состав Специального района Ваньсянь (万县专区) провинции Сычуань. В 1968 году Специальный район Ваньсянь стал Округом Ваньсянь (万县地区), а в 1992 году — городским округом Ваньсянь (万县市). С 1997 года уезд Фэнцзе вошёл в состав города центрального подчинения Чунцин.

## Административное деление
Уезд Фэнцзе делится на 4 национальных волости, 16 посёлков и 10 волостей.
Национальные волости:
- Лунцяо-Туцзяская национальная волость (龙桥土家族乡)
- Тайхэ-Туцзяская национальная волость (太和土家族乡)
- Чанъань-Туцзяская национальная волость (长安土家族乡)
- Юньу-Туцзяская национальная волость (云雾土家族乡)

Посёлки: Юнъань (永安镇), Байди (白帝镇), Цаотан (草堂镇), Фэньхэ (汾河镇), Канлэ (康乐镇), Дашу (大树镇), Чжуюань (竹园镇), Гунпин (公平镇), Чжуи (朱衣镇), Цзягао (甲高镇), Янши (羊市镇), Тусян (吐祥镇), Синлун (兴隆镇), Цинлун (青龙镇), Синьминь (新民镇), Юнлэ (永乐镇).
Волости: Яньвань (岩湾乡), Пинъань (平安乡), Хунту (红土乡), Шиган (石岗乡), Канпин (康坪乡), Ума (五马乡), Аньпин (安坪乡), Хэфэн (鹤峰乡), Фэнпин (冯坪乡), Синьчжэн (新政乡).

## Экономика
По состоянию на 2022 год уезд ежегодно производил более 400 тыс. тонн пупочных апельсинов общей стоимостью 3,8 млрд юаней. Общая площадь апельсиновых плантаций достигла 375 тыс. му (25 тыс. га). На этот вид фруктов приходилось порядка 40 % объема производства сельскохозяйственной продукции уезда. В секторе выращивания и переработки апельсинов было занято более 300 тыс. местных сельских домохозяйств, которые совместно с властями уезда создали Китайский центр торговли цитрусовыми фруктами. Апельсины из Фынцзе экспортируются во все регионы Китая, а также в страны Юго-Восточной Азии.
Кроме апельсинов в Фынцзе выращивают гранаты и сливы. Благодаря высоким горам, глубоким каньонам, карстовым пещерам и красивым пейзажам в уезде активно развивается сельский туризм.